# Eulithis xylina
Eulithis xylina är en fjärilsart som beskrevs av George Duryea Hulst 1896. Eulithis xylina ingår i släktet Eulithis och familjen mätare. Inga underarter finns listade i Catalogue of Life.